# Conostylis lepidospermoides
Conostylis lepidospermoides är en enhjärtbladig växtart som beskrevs av Stephen Donald Hopper. Conostylis lepidospermoides ingår i släktet Conostylis och familjen Haemodoraceae. Inga underarter finns listade.